# مارشا ماسون
مارشا ماسون (بالإنجليزية: Marsha Mason) ، من مواليد 3 أبريل عام 1942م، وهي ممثلة أمريكية ومخرجة سينمائية، شاركت في عدة أفلام، ومنها فيلم الفصل الثاني، ورشحت 4 مرات لجوائز أوسكار، بالإضافة لحصولها على جائزة غولدن غلوب مرتين.

## وصلات خارجية
- مارشا ماسون على موقع IMDb (الإنجليزية)
- مارشا ماسون على موقع روتن توميتوز (الإنجليزية)
- مارشا ماسون على موقع ألو سيني (الفرنسية)
- مارشا ماسون على موقع ميوزك برينز (الإنجليزية)
- مارشا ماسون على موقع تيرنر كلاسيك موفيز (الإنجليزية)
- مارشا ماسون على موقع أول موفي (الإنجليزية)
- مارشا ماسون على موقع قاعدة بيانات برودواي على الإنترنت (الإنجليزية)
- مارشا ماسون على موقع قاعدة بيانات الأفلام السويدية (السويدية)
- مارشا ماسون على موقع إن إن دي بي (الإنجليزية)
- مارشا ماسون على موقع قاعدة بيانات الفيلم (الإنجليزية)
- مارشا ماسون في قاعدة بيانات أقل من برودواي على الإنترنت
- مارشا ماسون على إن إن دي بي
- St. Louis Walk of Fame
- "Marsha Mason: A Conversation for Women's History Month", Broadway World, March 29, 2010
- "With: Marsha Mason", American Theatre Wing, March 31, 2010
- "SURVIVAL KIT: MARSHA MASON", WNYC, March 28, 2004